# Estádio XV de Novembro
O Estádio XV de Novembro é um estádio de futebol localizado na cidade de Caraguatatuba, no estado de São Paulo, tem capacidade para 5.559 pessoas. Suas dimensões são de 95 x 64 m, é conhecido como Toca do Leão que é o apelido do XV de Caraguá que é proprietário do estádio que foi inaugurado nos anos 50.